# دن هریس (فیلم‌نامه‌نویس)
دن هریس (انگلیسی: Dan Harris؛ زادهٔ ۲۹ اوت ۱۹۷۹) یک فیلم‌نامه‌نویس، و کارگردان اهل ایالات متحده آمریکا است. که بیشتر به خاطر همکاری با مایکل دووگرتی و برایان سینگر شهرت دارد و از آثار نویسندگی‌اش می‌توان به فیلم‌های بازگشت سوپرمن و ایکس ۲ اشاره کرد.

## گزیده فیلم‌شناسی
- ایکس ۲ (۲۰۰۳) - فیلمنامه‌نویس
- قهرمانان خیالی (۲۰۰۴) - نویسنده و کارگردان
- افسانه محلی (۲۰۰۵) - فیلمنامه‌نویس
- بازگشت سوپرمن (۲۰۰۶) - فیلمنامه‌نویس
- تا دم مرگ (۲۰۰۷) - فیلمنامه‌نویس
- مردان ایکس: آپوکالیپس (۲۰۱۶) - فیلمنامه‌نویس
- سخنرانی و مناظره (۲۰۱۷) - کارگردان و تهیه‌کننده